# Montevarchi
Montevarchi es una localidad italiana de la provincia de Arezzo , región de Toscana, con 23.919 habitantes.

Ubicación de la ciudad de Montevarchi dentro de la provincia de Arezzo.

## Evolución demográfica
| Gráfica de evolución demográfica de Montevarchi entre 1861 y 2001 |
|                                                                   |
| Fuente ISTAT - elaboración gráfica de Wikipedia                   |

## Hermanamientos
- Belén, Palestina
- Bir Lehlu, Sáhara Occidental
- Kanougou, Burkina Faso
- Kitzingen, Alemania
- Rahat, Israel
- Roanne, Francia